# Marco Cé
Pour les articles homonymes, voir Cé.
Marco Cé, né le 8 juillet 1925 à Izano, dans la province de Crémone, en Lombardie, et mort le 12 mai 2014 à Venise est un cardinal italien, patriarche de Venise de 1978 à 2002.

## Biographie

### Prêtre
Après avoir suivi ses études au séminaire diocésain, Marco Cé est ordonné prêtre le 27 mars 1948 pour le diocèse de Crema par le cardinal Luigi Traglia.
Il poursuit alors ses études à Rome, obtenant un doctorat en théologie dogmatique à l'Université pontificale grégorienne et une licence en Écritures saintes à l'Institut pontifical biblique.
De retour dans son diocèse, il enseigne les Saintes Écritures et devient vice-recteur du séminaire diocésain en 1948, puis recteur en 1957.

### Évêque
Nommé évêque titulaire de Vulturia (de) et évêque auxiliaire de Bologne le 22 avril 1970, il est consacré le 17 mai suivant et assiste ainsi le cardinal Antonio Poma.
Jean-Paul II le nomme patriarche de Venise le 7 décembre 1978 et succède donc à Albino Luciani, élu pape en août 1978 et mort quelques semaines plus tard sans avoir eu le temps de pourvoir à son propre remplacement au patriarcat de Venise.

### Cardinal
Il est créé cardinal par le pape Jean-Paul II lors du premier consistoire du pontificat de Jean-Paul II le 30 juin 1979 avec le titre de cardinal-prêtre de San Marco.
Il se retire de sa charge de patriarche pour raison d'âge le 5 janvier 2002, et le 3 mars suivant il accueille à Venise Mgr Angelo Scola, son successeur.
Au moment du conclave de 2005, le cardinal Cé est le cardinal le plus âgé des cardinaux électeurs (ce qui ne signifie pas pour autant qu'il était le doyen du Collège des cardinaux, ce titre, qui n'est pas lié à l'âge, était alors porté par le cardinal Ratzinger, devenu le pape Benoît XVI). Le 8 juillet 2005, le jour de ses 80 ans, il perd sa qualité d'électeur, ce qui l'empêche de participer au conclave de 2013 (élection de François).
Au mois d'avril 2014, il se fracture le fémur et est hospitalisé à l’hôpital civil de Venise, où il meurt le 12 mai. Il est enterré dans la crypte de la basilique Saint-Marc. Trois mois plus tard, son cercueil est ressorti pour une messe de commémoration et pour être placé dans une nouvelle tombe de pierre blanche d'Istrie taillée à la main par le sculpteur vénitien Alvise Busetto. Ce transfert permet ainsi aux Vénitiens de venir montrer leur attachement à leur ancien patriarche.

## Références

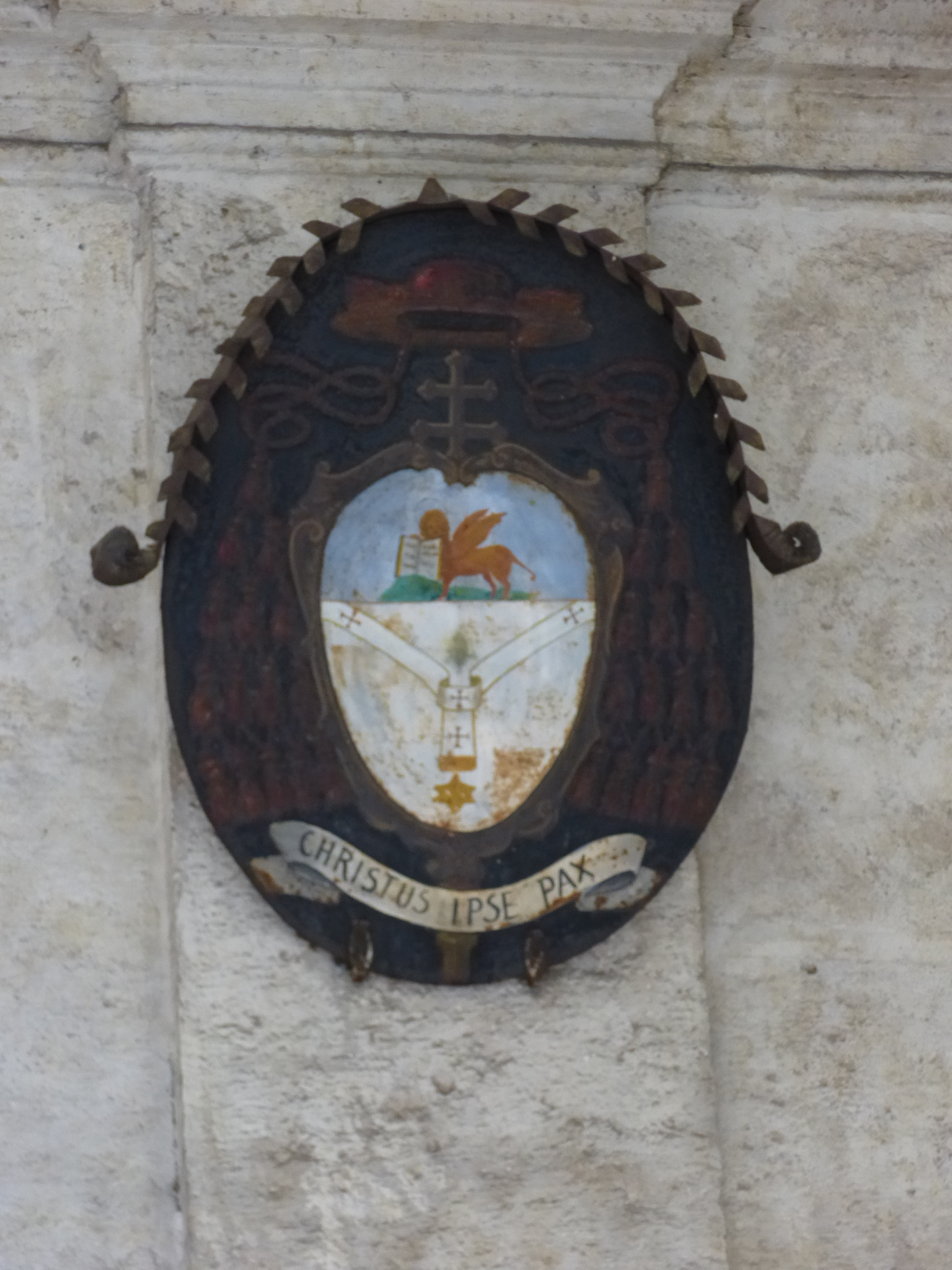
Armes du cardinal Cé.